# Ted Skjellum
Nocturno Culto (Ted Arvid Skjellum också känd som Nocturno, Nocturnal Cult och Kveldulv), född 4 mars 1972, är en norsk gitarrist, basist och sångare i black metal-bandet Darkthrone sedan 1989. 
Skjellum arbetar som lärare i en skola i Nord-Østerdal.

## Diskografi (urval)
Studioalbum med Darkthrone
- 1990 – Soulside Journey
- 1991 – A Blaze in the Northern Sky
- 1993 – Under a Funeral Moon
- 1994 – Transilvanian Hunger
- 1996 – Panzerfaust
- 1996 – Goatlord
- 1996 – Total Death
- 1999 – Ravishing Grimness
- 2001 – Plaguewielder
- 2003 – Hate Them
- 2004 – Sardonic Wrath
- 2006 – The Cult Is Alive
- 2007 – F.O.A.D.
- 2008 – Dark Thrones and Black Flags
- 2010 – Circle the Wagons
- 2013 – The Underground Resistance
- 2016 – Arctic Thunder
- 2019 - Old Star
- 2021 - Eternal Hails
- 2022 - Astral Fortress
- 2024 - It Beckons Us All

Studioalbum med Sarke
- 2009 – Vorunah
- 2011 – Oldarhian
- 2013 – Aruagint
- 2016 – Bogefod